# Glashütten (Oberfranken)
Glashütten ist eine Gemeinde im oberfränkischen Landkreis Bayreuth.

## Geografie

### Geografische Lage
Glashütten liegt am nördlichen Rand der Fränkischen Schweiz. Im Süden grenzt der Glashüttener Forst an. Auf dem Gemeindegebiet vereinigen sich mehrere Bäche zu einem linken Zufluss der Weides.

### Nachbargemeinden
Nachbargemeinden sind (von Norden beginnend im Uhrzeigersinn): Mistelgau und Hummeltal.

### Gemeindegliederung
Es gibt 2 Gemeindeteile (in Klammern ist der Siedlungstyp angegeben):
- Altenhimmel (Einöde)
- Glashütten (Kirchdorf)

Die Einöden Höhe und Poppenwiese sind mittlerweile in dem Gemeindeteil Glashütten aufgegangen.
Es gibt auf dem Gemeindegebiet die Gemarkungen Glashütten und Glashüttener Forst (Gemarkungsteil 0). Die Gemarkung Glashütten hat eine Fläche von 3,506 km². Sie ist in 1149 Flurstücke aufgeteilt, die eine durchschnittliche Flurstücksfläche von 3051,60 m² haben.

## Geschichte
Der Ort wurde 1371 als „zu der Glashütten“ erstmals urkundlich erwähnt. Das Bestimmungswort ist Klas, der Personenname des Siedlungsgründers. Der Ort gehörte zur Herrschaft der zollerischen Burggrafen von Nürnberg, der späteren Markgrafen von Brandenburg-Bayreuth. Die Burggrafen und ihre Nachfolger belehnten verschiedene Adelsfamilien mit Glashütten, darunter die Herren von Wirsberg von 1426 bis 1575 und die Herren von Lüschwitz von 1575 bis 1728. Die Wandereisen-Holzschnitte von 1523 stellen die Verfolgung von Helfern des Raubritters Hans Thomas von Absberg dar, einige Familienangehörige der Wirsberger aus Glashütten gelten als Gefolgsleute des Absberg.
Gegen Ende des 18. Jahrhunderts gab es in Glashütten 53 Anwesen (ehemals ritterschaftliches Schloss mit Brauerei- und Bierverlagsgerechtigkeit, 11 Söldengüter, 1 Söldengut mit Wirtshaus, 1 Söldengut mit Mühle, 10 Halbsölden, 1 Halbsölde mit Mühle, 1 Schmiede, 4 Viertelsölden, 2 Achtelsölden, 7 Tropfgüter, 1 Ziegelhütte, 5 Tropfhäuser, 7 Häuser, 1 Wohnhaus). Die Hochgerichtsbarkeit stand dem bayreuthischen Stadtvogteiamt Bayreuth zu. Die Dorf- und Gemeindeherrschaft hatte das bayreuthische Amt Unternschreez. Die bayreuthische Verwaltung Glashütten war Grundherr sämtlicher Anwesen.
Als Teil des seit 1792 preußischen Fürstentums Bayreuth kam Glashütten Frieden von Tilsit zu Frankreich und wurde 1810 an das Königreich Bayern verkauft. Von 1797 bis 1810 unterstand der Ort dem Justiz- und Kammeramt Bayreuth. 1812 wurde Glashütten infolge des Gemeindeedikts dem Steuerdistrikt Mistelgau zugeordnet. Zugleich entstand die Ruralgemeinde Glashütten. Sie war in Verwaltung und Gerichtsbarkeit dem Landgericht Bayreuth zugeordnet und in der Finanzverwaltung dem Rentamt Bayreuth (1919 in Finanzamt Bayreuth umbenannt). Ab 1862 gehörte Glashütten zum Bezirksamt Bayreuth (1939 in Landkreis Bayreuth umbenannt). Die Gerichtsbarkeit blieb beim Landgericht Bayreuth (1879 in Amtsgericht Bayreuth umgewandelt). Die Gemeinde hatte 1964 eine Gebietsfläche von 3,361 km², die sich 1886 durch die Eingemeindung von Altenhimmel auf 3,401 km² vergrößerte.
In den 1950er Jahren begann durch eine rege Bau- und Siedlungstätigkeit die Entwicklung von einem rein landwirtschaftlich geprägten Dorf zu einer Wohngemeinde. Im Zuge der Gebietsreform schlossen sich die Gemeinden Glashütten und Mistelgau 1978 zur Verwaltungsgemeinschaft Mistelgau zusammen.

### Einwohnerentwicklung
Gemeinde Glashütten
| Jahr      | 1820   | 1840   | 1852   | 1861   | 1867   | 1871   | 1875   | 1880   | 1885   | 1890   | 1895   | 1900   | 1905   | 1910   | 1919   | 1925   | 1933   | 1939   | 1946   | 1950   | 1961   | 1970   | 1987   | 2008   | 2015   | 2020   |
| Einwohner | 363    | 458    | 418    | 434    | 452    | 499    | 505    | 502    | 461    | 421    | 392    | 382    | 433    | 449    | 496    | 503    | 483    | 458    | 630    | 653    | 737    | 1000   | 1052   | 1452   | 1412   | 1396   |
| Häuser    | 65     |        |        |        |        | 78     |        |        | 77     | 79     |        | 80     |        |        |        | 94     |        |        |        | 101    | 145    |        | 295    |        | 438    | 458    |
| Quelle    | [ 11 ] | [ 16 ] | [ 16 ] | [ 17 ] | [ 18 ] | [ 19 ] | [ 20 ] | [ 21 ] | [ 12 ] | [ 22 ] | [ 16 ] | [ 13 ] | [ 16 ] | [ 23 ] | [ 16 ] | [ 24 ] | [ 16 ] | [ 16 ] | [ 16 ] | [ 25 ] | [ 26 ] | [ 27 ] | [ 28 ] | [ 29 ] | [ 29 ] | [ 30 ] |

Ort Glashütten
| Jahr      | 001819 | 00 1822 | 001861 | 001871 | 001885 | 001900 | 001925 | 001950 | 001961 | 001970 | 001987 |
| Einwohner | 300    | 363     | 434    | 487    | 451    | 372    | 496    | 634    | 731    | 992    | 1045   |
| Häuser    |        | 65      |        |        | 75     | 78     | 92     | 99     | 143    |        | 293    |
| Quelle    | [ 31 ] | [ 11 ]  | [ 17 ] | [ 19 ] | [ 12 ] | [ 13 ] | [ 24 ] | [ 25 ] | [ 26 ] | [ 27 ] | [ 28 ] |

## Politik

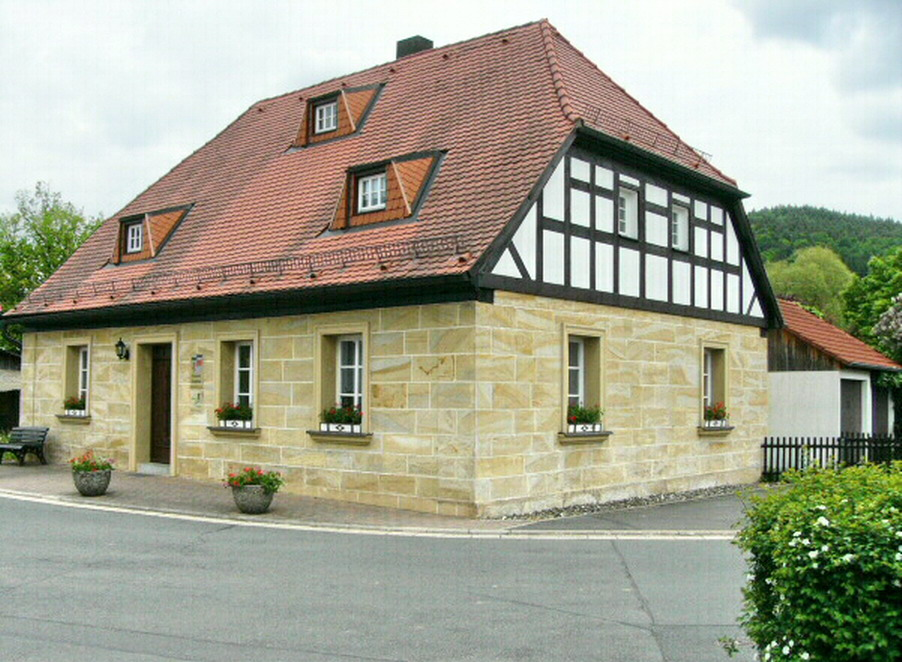
Rathaus von Glashütten

### Gemeinderat
Der Gemeinderat hat zwölf Mitglieder:
- CSU 4 Sitze
- SPD 3 Sitze
- Allgemeine Freie Wählergruppe (AFW) 5 Sitze

(Stand 1. Mai 2020)

### Bürgermeister
Erster Bürgermeister ist Sven Ruhl (AFW).

### Wappen und Flagge
Wappen
| | Blasonierung: „Unter von Silber und Schwarz geviertem Schildhaupt gespalten von Silber und Rot; vorne ein nach links gewendetes steigendes, rotes Einhorn, hinten eine silberne Zinnenmauer.“ |
| Wappenbegründung: Glashütten kam im 13. Jahrhundert an die Burggrafen von Nürnberg von Nürnberg und ging später an die Markgrafen von Brandenburg-Bayreuth. Daran erinnert die Zollernvierung im Schildhaupt. Die Burggrafen belehnten verschiedene Adelsfamilien mit Glashütten, darunter die Herren von Wirsberg und die Herren von Lüschwitz. An diese beiden Adelsgeschlechter erinnern das Einhorn aus dem Wappen der Herren von Lüschwitz sowie die Zinnenmauer aus dem Wappen der Herren von Wirsberg. Dieses Wappen wird seit 1983 geführt. | |

Flagge
Die Gemeindeflagge ist rot-weiß.

### Interkommunale Zusammenarbeit
Die Gemeinde ist seit 1999 Mitglied im Verein für Regionalentwicklung „Rund um die Neubürg-Fränkische Schweiz“ e. V.

## Baudenkmäler

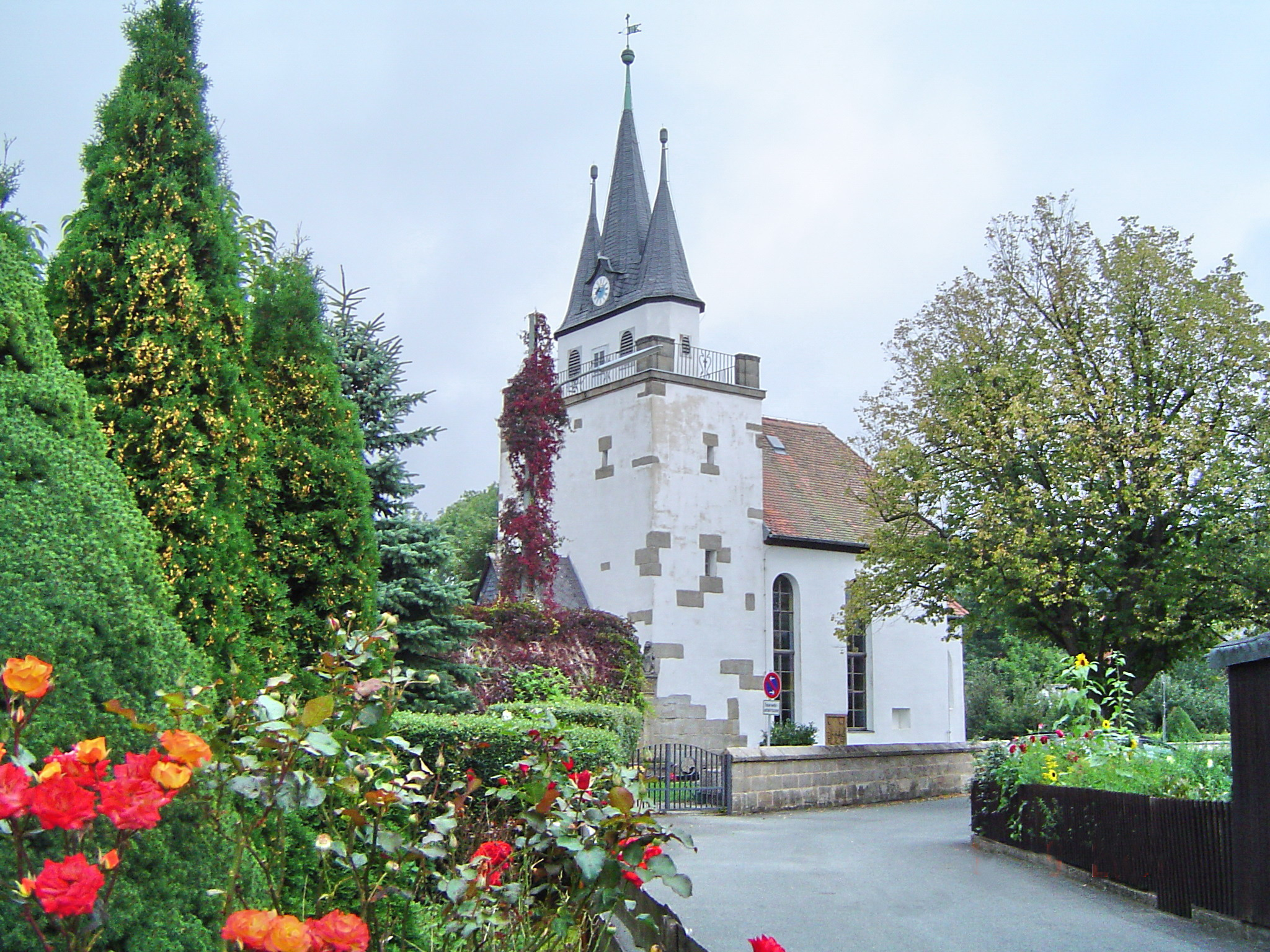
Evangelisch-lutherische Kirche St. Bartholomäus in Glashütten

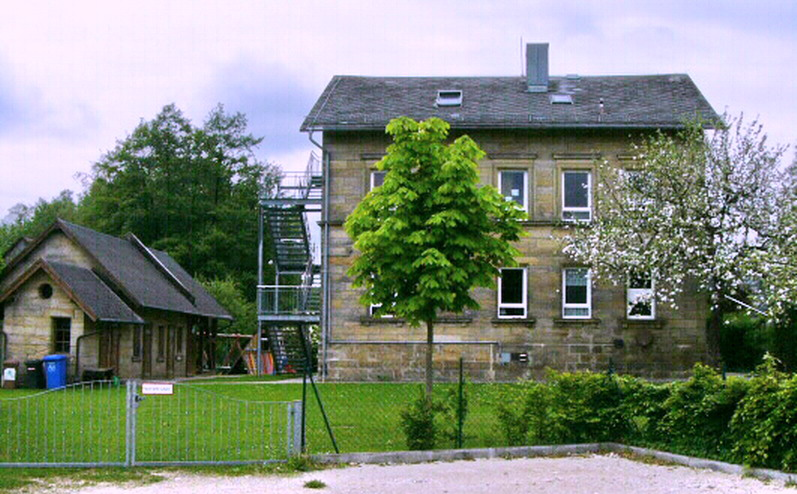
An der Stelle des heutigen Kindergartens stand früher das Schloss von Glashütten

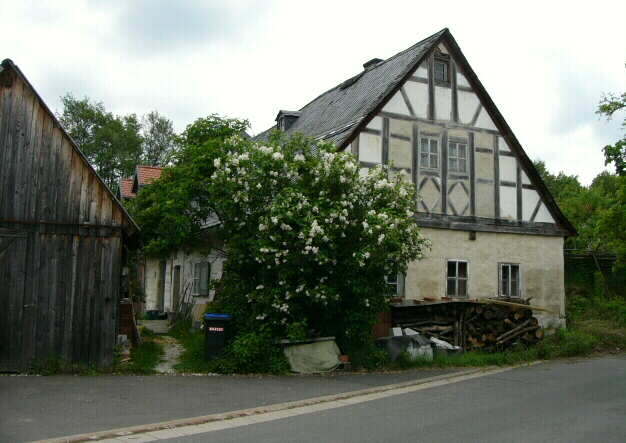
Altes Bauernhaus mit Fachwerkkonstruktion

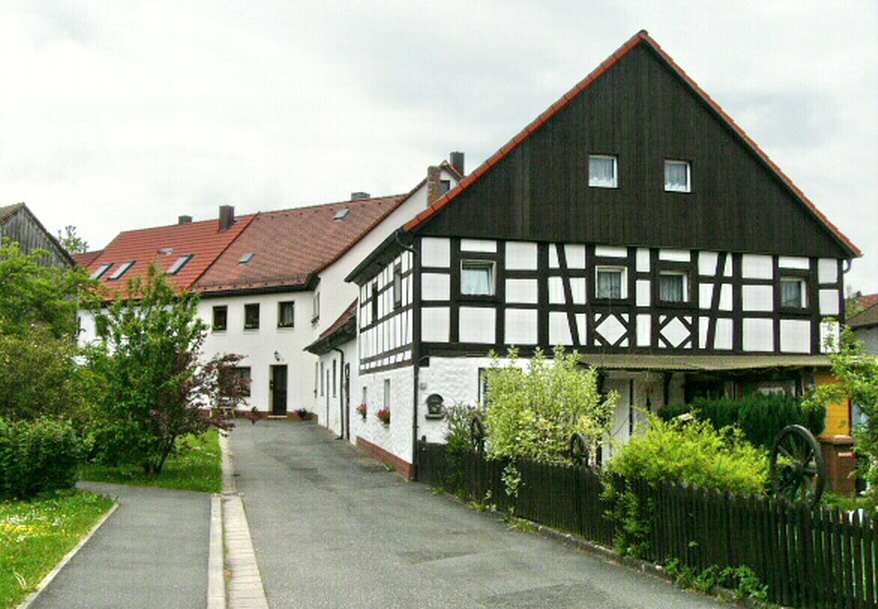
Kasernenstraße in der Nähe des abgegangenen Schlosses

- St. Bartholomäus (Glashütten), evangelisch-lutherische Filialkirche

## Wirtschaft und Infrastruktur

### Wirtschaft einschließlich Land- und Forstwirtschaft
Es gab 1998 nach der amtlichen Statistik im produzierenden Gewerbe 37 und im Bereich Handel und Verkehr keine sozialversicherungspflichtig Beschäftigte am Arbeitsort. In sonstigen Wirtschaftsbereichen waren am Arbeitsort 31 Personen sozialversicherungspflichtig beschäftigt. Sozialversicherungspflichtig Beschäftigte am Wohnort gab es insgesamt 468. Im verarbeitenden Gewerbe gab es drei Betriebe, im Bauhauptgewerbe einen Betrieb. Zudem bestanden im Jahr 1999 vier landwirtschaftliche Betriebe mit einer landwirtschaftlich genutzten Fläche von 36 Hektar, davon waren zehn Hektar Ackerfläche und 25 Hektar Dauergrünfläche. Zwischenzeitlich gibt es nur noch land- und forstwirtschaftliche Betriebe im Nebenerwerb.

### Verkehr
Durch den Ort führt die Staatsstraße 2185 nach Mistelgau (2,6 km nördlich) bzw. nach Volsbach (3,2 km südwestlich). Die Kreisstraße BT 2 führt nach Hardt (1,8 km nordwestlich).
Im Rahmen des Verkehrskonzepts „30-Minuten-Takt Hummelgau“ ist Glashütten seit dem 1. September 2022 werktags halbstündlich, an den Wochenenden im Stundentakt durch Regionalbusse mit Bayreuth verbunden.

### Bildung
Es gibt folgende Einrichtungen (Stand 2008):
- Kindergärten: 50 Kindergartenplätze mit 48 Kindern
- Grundschule mit Turnhalle und Freisportgelände
- Erwachsenenbildung: Volkshochschule

## Persönlichkeiten

### Söhne und Töchter der Gemeinde
- Friedrich von Wirsberg (1507–1573), Fürstbischof von Würzburg 1558–1573